# Coverage
 (septembre 2017).
Si vous disposez d'ouvrages ou d'articles de référence ou si vous connaissez des sites web de qualité traitant du thème abordé ici, merci de compléter l'article en donnant les références utiles à sa vérifiabilité et en les liant à la section « Notes et références ».
Albums de Mandy Moore
Mandy Moore
(2001) The Best of Mandy Moore
(2004)
Singles
1. Have a Little Faith in Me
Sortie : 15 juillet 2003
2. Drop the Pilot
Sortie : 28 octobre 2003
3. Senses Working Overtime
Sortie : 16 janvier 2004

Coverage est le quatrième album de l'auteur-compositrice-interprète et actrice américaine Mandy Moore, sorti en 2003.

## Présentation
Coverage est le premier album studio de Mandy depuis son précédent opus, paru plus de deux ans auparavant (juin 2001).
L'album se compose de 12 reprises de chansons des années 1970 et 1980 que Mandy a travaillé avec le producteur et auteur-compositeur John Fields (en).
Il se place à la 14e place du Billboard 200, ce qui en fait l'album de Mandy Moore ayant le meilleur démarrage de sa carrière mais est, cependant, l'un de ses disques le moins vendu de sa carrière.

### Singles
L'album est précédé, le 15 juillet 2003, par un 1er extrait intitulé Have A Little A Faith In Me. Cette reprise de John Hiatt parue en 1987, atteint la 39e place au Top 40 Mainstream.
Le 28 octobre 2003, elle sort le second single Drop The Pilot, une reprise de Joan Armatrading, parue en 1983 et, le 16 janvier 2004, elle publie le troisième et dernier extrait de cet opus Senses Working Overtime, une reprise du groupe XTC, parue en 1982.
Cependant, ces deux derniers singles sont des échecs, ne parvenant pas à s'ériger dans les charts américains[réf. nécessaire].

## Liste des titres
| 1.    | Senses Working Overtime    | Andy Partridge (1982)               | 4:09 |
| 2.    | The Whole of the Moon      | Mike Scott (1985)                   | 5:01 |
| 3.    | Can We Still Be Friends?   | Todd Rundgren (1978)                | 3:38 |
| 4.    | I Feel the Earth Move      | Carole King (1971)                  | 3:08 |
| 5.    | Mona Lisas and Mad Hatters | Bernie Taupin, Elton John (1972)    | 4:50 |
| 6.    | Drop the Pilot             | Joan Armatrading (1983)             | 3:44 |
| 7.    | Moonshadow                 | Cat Stevens (1970)                  | 3:00 |
| 8.    | One Way or Another         | Debbie Harry, Nigel Harrison (1979) | 3:32 |
| 9.    | Breaking Us in Two         | Joe Jackson (1982)                  | 4:27 |
| 10.   | Anticipation               | Carly Simon (1971)                  | 3:21 |
| 11.   | Help Me                    | Joni Mitchell (1974)                | 3:30 |
| 12.   | Have a Little Faith in Me  | John Hiatt (1987)                   | 4:02 |
| 46:20 |                            |                                     |      |

| 1. | Interview                         |  |
| 2. | Have A Little Faith In Me (Video) |  |